# Чистотіл звичайний
Чистотіл звичайний або Чистотіл великий (Chelidonium majus L.) — є єдиним видом монотипного роду Чистотіл з родини макових — Papaveraceae. Рослина отруйна, може також використовуватися як лікарська.
Місцеві назви — бордун, гладушник, прозорник, бородавник, тощо.[джерело?]
Чистотіл в Греції одержав назву Хелідоніум Майус (Chelidonium majus), від слова «хелідон» (chelidon) — «ластівка». Існувало повір'я, ніби ластівки збирають сік чистотілу і летять з ним до сліпонароджених дітей для повернення їм зору.

## Біологічний опис
Багаторічна трав'яниста рослина (30-100 см заввишки) з коротким кореневищем і жовтогарячим молочним соком. Стебло прямостояче, слаборебристе, як і листки, рідко вкрите волосками, вгорі розгалужене. Листки чергові, ясно-зелені, зісподу сизуваті, непарно-перисторозсічені з 3—11 сидячими зарубчастими частками. Листки округло-яйцеподібні або видовжено-оберненояйдеподібні, при основі часто збіжні. Прикореневі листки більші, довгочерешкові, стеблові сидячі. Квітки (близько 20 мм у діаметрі) на довгих квітконіжках, правильні, широкорозкриті, зібрані по 4—5 у зонтикоподібні суцвіття, які виходять із пазух верхівкових листків. Оцвітина подвійна. Чашолистків два. Вони голі або опушені, при розкриванні квітки обпадають. Пелюсток чотири (8-15 мм завдовжки) золотисто-жовтих, яйцеподібних. Тичинки численні з тонкими, а вгорі розширеними нитками. Маточка одна, зав'язь верхня, стовпчик короткий, приймочка нечіткодволопатева. Плід — прямостояча стручкоподібна коробочка (20-50 мм завдовжки, 2—3 мм завширшки). Насіння численне, дрібне з ямчастою поверхнею і з м'ясистим білим принасінником, чорне, крапчасто-виїмчасте.

## Екологія та поширення
Росте чистотіл на смітниках і узліссях, в листяних, мішаних лісах. Тіньовитривала рослина. Цвіте у травні — червні.
Поширений на Поліссі, в Лісостепу, в степу і в Карпатах. Заготовляти можна в Чернігівській, Київській, Черкаській, Полтавській, Сумській, Харківській, Дніпропетровській і Донецькій областях.

## Практичне використання
Лікарська, вітамінозна, інсектицидна, бактерицидна, отруйна і декоративна рослина.
Застосування чистотілу у медицині ґрунтується на його жовчогінних, антисептичних, сечогінних і фунгіцидних властивостях. У науковій медицині використовують траву й корені з кореневищами — Herba Chelidonii cum Radice.

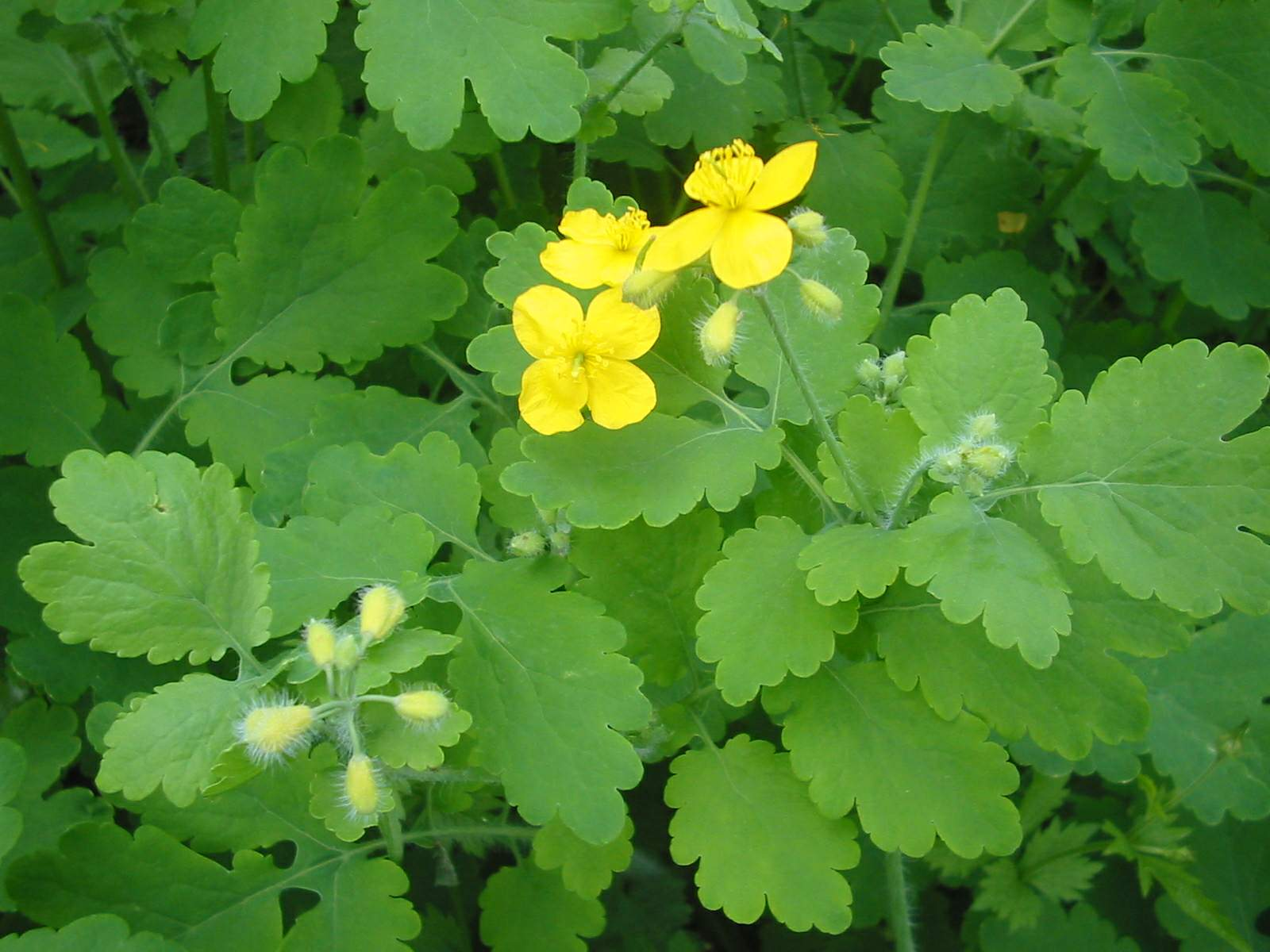
Чистотіл звичайний

У соку чистотілу містяться такі алкалоїди: хелідонін, гомохелідонін, оксихелідонін, протопін, алокриптонін, берберин, спартеїн; органічні кислоти — яблучна, лимонна, хелідонова і хелідонінова; сліди ефірної олії, камеді та смоли. У траві чистотілу містяться також холін, метиламін, гістамін, тирамін, сапонін, флавони, вітамін С (до 180 мг%), каротин (до 10 мг%), мінеральні речовини — кремній, залізо, кальцій, магній, фосфор, сірка, хлор, алюміній і радіоактивний калій.
У народній медицині завдяки складному комплексу діючих речовин, що містяться в чистотілі, з давніх-давен він набув широкої популярності як ефективний засіб. Ним лікують хвороби шкіри (виводять бородавки, гострокінцеві кондиломи, мозолі, червоний вовчий лишай, коросту, екзему, псоріаз). Останнім часом чистотілом успішно лікують туберкульоз шкіри. Свіжим соком чистотілу лікують помутніння рогівки очей і плями на ній.
З найдавніших часів у народній медицині чистотіл застосовують при хворобах печінки (це зумовлено наявністю в траві берберину), жовчного міхура, для лікування жовчнокам'яної хвороби та водянки. Є вказівки про лікування чистотілом сказу, венеричних хвороб, катару шлунка і кишечника, пухлин молочної залози, подагри, ревматизму, геморою, грипу, коклюшу. Відвар трави використовують у народі при судомі та епілепсії, у ньому купають дітей, хворих нашкірними хворобами та золотухою.
Рослина має бактерицидні властивості. Свіжий сік затримує ріст деяких патогенних грибів (наприклад з роду трихофітон).

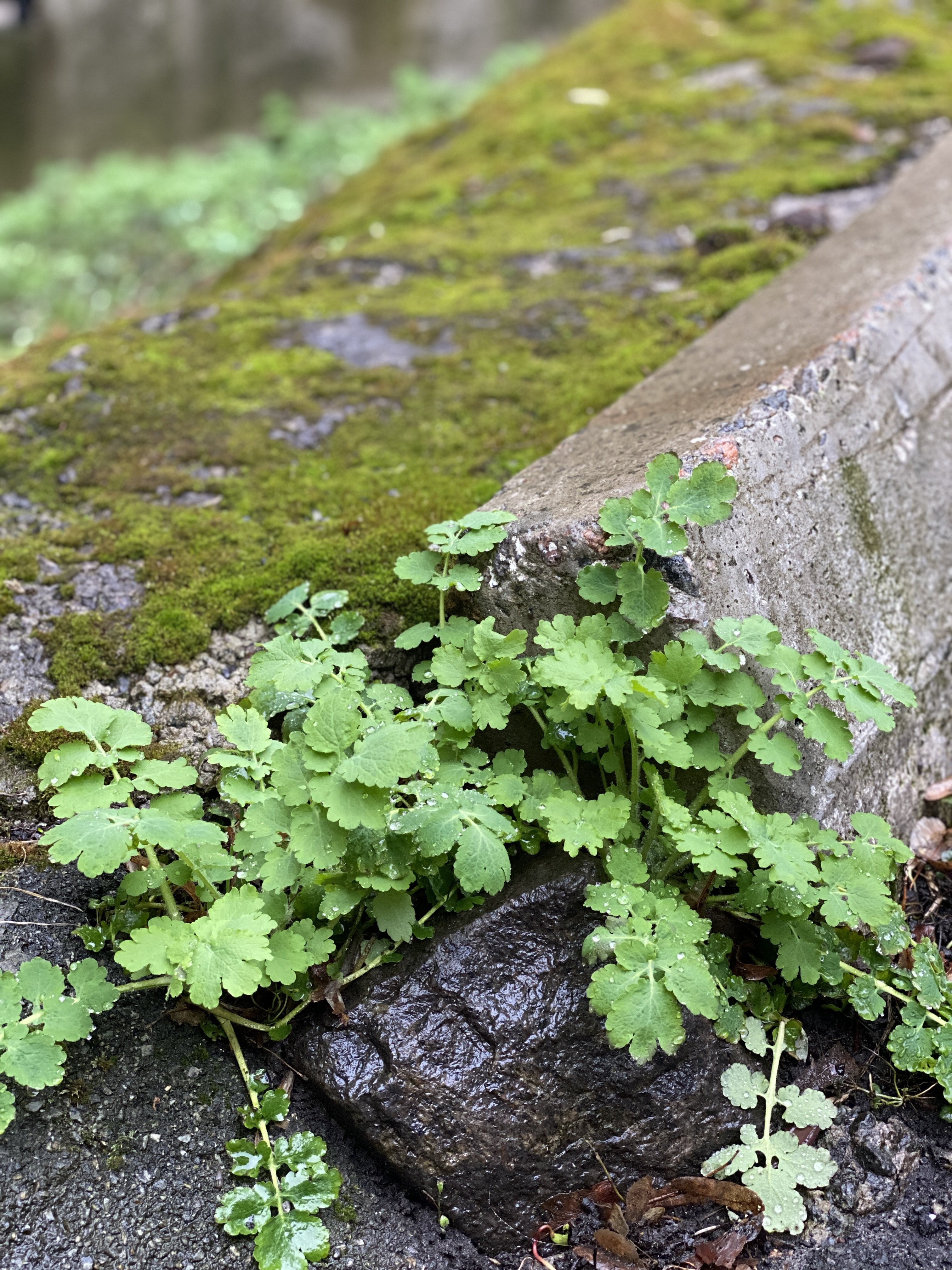
Чистотіл звичайний, м. Київ, Україна

У ветеринарії свіжою травою лікують овець при здутті шлунка. Соком чистотілу лікують бабезієльоз великої рогатої худоби. За ефективністю його сік рівноцінний хіміотерапевтичним препаратам, якими лікують це захворювання. Колись лікували коней відваром і порошком з кореня і трави чистотілу при хворобах печінки, селезінки і ясен (від цинги). Соком чистотілу видаляли у коней більма з очей. Чистотілом лікують коросту і рани у тварин. Крім того, чистотіл згубно діє на паразитів крові, які уражають еритроцити великої рогатої худоби. Але ветеринарів цікавить ця рослина не тільки як лікарська, але й як отруйна рослина. Бувають випадки смерті корів при отруєнні чистотілом, але це трапляється дуже рідко, бо через неприємний запах і смак тварини поїдають його неохоче. При вживанні великої кількості чистотілу ним отруюються також люди. Це проявляється в палінні у роті, з'явленні пухирів і виразок, блюванні, тривалих проносах, появі кривавої сечі.
Останнім часом чистотілом лікують парадонтоз (при змазуванні ясен настойкою зменшуються болі, свербіння, кровоточивість і прискорюється процес епітелізації слизової оболонки), також лікують папіломатоз гортані і ракові пухлини.
Позитивною властивістю чистотілу як лікарської рослини є те, що він сприяє підвищенню вмісту гемоглобіну, еритроцитів і лейкоцитів у крові.
Порошок і настій трави чистотілу добре діє як інсектицид на блішок овочевих культур, попелиць, мідяницю та інших шкідників сільськогосподарських культур.
Сік чистотілу використовується у техніці для травлення і воронування металів. При домішуванні до кислоти порошку, виготовленого з висушених рослин чистотілу, роз'їдання металу затримується на 30 годин і замість газів з неприємним запахом виділяються гази, що приємно пахнуть.
Чистотіл іноді вирощують у тінистих місцях парків. Виведена декоративна махрова форма його.

## Збирання, переробка та зберігання
Траву заготовляють під час цвітіння (травень — червень), зрізуючи рослини ножами, серпами або скошуючи косами без грубих нижніх частин, сушать швидко (протягом семи-восьми годин) при температурі близько 55 — 60°. При такому способі сушіння у траві зберігається до 96% алкалоїдів, 52% вітаміну С і до 66% провітаміну А. При відсутності сушарок її можна сушити на горищі під залізним дахом при температурі; 20-22°, розстеливши тонким щаром (3-5 см) на папері або тканині. Проте при такому способі сушіння вміст алкалоїдів, вітаміну С і провітаміну А зменшується. Суху траву пакують у мішки вагою 15 кг або в тюки 50 кг. Зберігають у сухих, добре провітрюваних приміщеннях до трьох років.
Кореневища з коренями заготовляють рано навесні, як тільки починає відростати надземна частина, або восени після її відмирання. Викопують коріння лопатами або копачками, струшують землю, секаторами обрізують надземну частину і зразу ж миють у холодній воді. 3ібрану сировину відправляють на завод у день заготівлі навалом на чистому брезенті.